# Kyle Labine
Jonathan Kyle Labine (Brampton, 7 aprile 1983) è un attore canadese.

## Biografia
Fratello degli attori Tyler Labine e Cameron Labine, ha debuttato nel cinema nel 1991, in un episodio di Il mio amico Ultraman (My Secret Identity). Cresciuto a Maple Ridge, Columbia Britannica, ha frequentato la Maple Ridge Secondary School dove si è diplomato anche il fratello Tyler Labine. Il 7 aprile 2007 si è sposato con l'attrice Sophie Ann Rooney.
Ha partecipato al film Shred 2 interpretando il ruolo di Mikey e ha vissuto a Vancouver.

## Filmografia

### Cinema
- Bach's Fight for Freedom, regia di Stuart Gillard (1995)
- Il grande bullo (Big Bully), regia di Steve Miner (1996)
- Mr. Rice's Secret, regia di Nicholas Kendall (1999)
- La casa stregata (Spooky House), regia di William Sachs (2002)
- Halloween - La resurrezione (Halloween: Resurrection), regia di Rick Rosenthal (2002)
- Freddy vs. Jason, regia di Ronny Yu (2003)
- Perfect Score (The Perfect Score), regia di Brian Robbins (2004)
- Crossed, regia di Rick Alyea e Richard de Klerk (2006)
- Blonde and Blonder, regia di Dean Hamilton (2008)
- Shred, regia di David Mitchell (2008)
- Bollywood Beckons, regia di Sophie Ann Rooney - cortometraggio (2008)
- Revenge of the Boarding School Dropouts, regia di David Mitchell (2009)
- 388 Arletta Avenue, regia di Randall Cole (2011)
- Scary Stories to Tell in the Dark, regia di André Øvredal (2019)

### Televisione
- Il mio amico Ultraman (My Secret Identity) – serie TV, episodio 3x13 (1991)
- E.N.G. - Presa diretta (E.N.G.) – serie TV, episodio 3x01 (1991)
- La strada per Avonlea (Road to Avonlea) – serie TV, 17 episodi (1990-1996)
- Piccoli brividi (Goosebumps) – serie TV, episodi 2x15-2x16 (1996)
- Oltre i limiti (The Outer Limits) – serie TV, episodio 3x06 (1997)
- Dog's Best Friend, regia di Allan A. Goldstein – film TV (1997)
- Dead Man's Gun – serie TV, episodio 2x03 (1998)
- Ratz, regia di Thom Eberhardt – film TV (2000)
- 2gether: The Series – serie TV, episodio 2x10 (2000)
- Da Vinci's Inquest – serie TV, episodio 3x04 (2000)
- I Was a Teenage Faust, regia di Thom Eberhardt – film TV (2002)
- Night Visions – serie TV, episodio 1x12 (2002)
- The Twilight Zone – serie TV, episodio 1x29 (2003)
- The L Word – serie TV, episodio 1x06 (2004)
- Crazy Canucks, regia di Randy Bradshaw – film TV (2004)
- Falcon Beach – serie TV, episodio 1x01 (2006)
- Supernatural – serie TV, episodio 1x17 (2006)
- Flash Gordon – serie TV, episodio 1x10 (2007)
- Ogre, regia di Steven R. Monroe – film TV (2008)
- Grand Star – serie TV, 26 episodi (2007-2008)
- Reaper - In missione per il Diavolo (Reaper) – serie TV, episodio 1x13 (2008)
- Samurai Girl – miniserie TV, 6 episodi (2008)
- V – serie TV, episodio 1x02 (2009)
- Shattered – serie TV, episodio 1x01 (2010)
- Lost Girl – serie TV, episodio 2x15 (2012)
- King – serie TV, episodio 2x12 (2012)
- Alphas – serie TV, episodio 2x09 (2012)
- I misteri di Murdoch (Murdoch Mysteries) – serie TV, episodio 6x06 (2013)

## Doppiatori italiani
Nelle versioni in italiano delle opere in cui ha recitato, Kyle Labine è stato doppiato da:
- Emiliano Ragno in Reaper - In missione per il diavolo, Samurai Girl
- Cinzia Massironi in Piccoli brividi
- Paolo Vivio in La casa stregata
- Gianluca Crisafi in Grand Star